# Sketches of Spain
Sketches of Spain (англ. Испанские зарисовки) — альбом Майлза Дейвиса, записанный в 1959-1960 и выпущенный Columbia Records в 1960 году. Альбом посвящён культуре Испании и в бо́льшей степени основан на заранее подготовленных оркестровках, в меньшей — на импровизации, чем какой-либо из альбомов Дейвиса этого периода. Альбом явился результатом сотрудничества Дейвиса с композитором и аранжировщиком Гилом Эвансом.

## Произведения

### Concierto de Aranjuez (Adagio)
Центральное место занимает продолжительная аранжировка Второй части (Адажио) Аранхуэсского концерта испанского композитора Хоакина Родриго (в оригинале концерт написан для гитары с оркестром).
«Все началось с того, что в 1959 году я оказался в Лос-Анджелесе и пошёл навестить друга по имени Джо Монтдрэгон, прекрасного студийного контрабасиста, жившего в долине Сан-Фернандо. Джо — испаноговорящий индеец из Мексики, очень красивый парень. Когда я пришёл к нему, он слушал запись „Concierto de Aranjuez“ испанского композитора Хоакина Родриго и сказал: „Майлс, послушай это. Ты сможешь это сыграть!“ Ну я сижу, слушаю, смотрю на Джо и говорю себе: „Черт побери, какая сильная мелодия!“ Я сразу понял, что запишу эту вещь, так она запала мне в душу. Вернувшись в Нью-Йорк, я позвонил Гилу и обсудил с ним этот проект, дал ему пластинку, чтобы он посмотрел, что с этим можно было сделать. Ему тоже этот концерт понравился, но он сказал, что для целого альбома нужно добавить ещё несколько вещей». — Майлз Дейвис

### Will o' the Wisp
«Will o' the Wisp» — это обработка «Песни о блуждающем огоньке» (Canción del fuego fatuo) из балета с пением Мануэля де Фальи «Любовь-волшебница».

### The Pan Piper (Alborada del Vigo)
Пьеса Эванса, по словам Дейвиса, вдохновленная перуанским фольклором: "Мы достали пластинку с перуанским индейским фольклором и быстро что-то сымпровизировали. Получился «The Pan Piper».
По-видимому, Дейвис ошибся. Вероятнее всего, Гил Эванс был вдохновлен не перуанским фольклором, а галисийской мелодией «Alborada del Vigo», которую американский фольклорист Алан Ломакс записал в 1952 году в исполнении галисийского музыканта Хосе Мария Родригеса

### Saeta
«Саэта» — андалусийская песня, одна из основных, старейший тип религиозной музыки. Обычно её исполняет одна певица без аккомпанемента во время религиозных церемоний в Святую неделю, в ней говорится о страстях Христа. По улице продвигается процессия, а певица стоит на балконе, опершись на железные перила, поет и наблюдает за толпой, которая останавливается под её балконом. Предполагалось, что я был голосом этой певицы на трубе. И когда я заканчивал, фанфары труб сигналили о том, что процессия двинулась дальше. И во все время исполнения приглушенные звуки барабанов подчеркивают голос певца. В конце слышится звучание марша, потому что именно это и происходит — они уходят маршем, а закончившая петь женщина остается стоять на балконе. Мой голос должен был быть одновременно и радостным и печальным, и это было не так просто.
В общем, это и было самое трудное для меня в «Sketches of Spain»: исполнять соло, которое имитировало пение женщины, особенно если учесть, что все это было сплошной импровизацией. Очень трудно было отделить часть, когда певица говорит, от части, когда она поет. Там ведь уйма всяких арабских гамм, то есть черных африканских гамм. И все они модулируют, изгибаются, дрожат, ползут и ходят кругами. Как будто ты в Марокко. Это было так трудно, что я смог сыграть эту вещь только один или два раза. Если исполняешь её в третий или четвёртый раз, теряешь чувство подлинности, которое там необходимо. — Майлз Дейвис

### Solea
«Солеа» — это основная форма фламенко. Это песня об одиночестве, страсти и печали. Она близка чувствам черных американцев в блюзах. И происходит из Андалусии, так что по сути своей она и есть африканская. Но за тему «Saeta» я взялся только в аранжировке Гила. Во-первых, он создал новую оркестровку для всей песни, расписал по нотам музыкальные линии для всех голосов — очень точные и на удивление близкие к реальности. — Майлз Дейвис

### Song of Our Country
«Song of Our Country» не входила в оригинальный альбом, это бонус-трек, добавленный при переиздании на CD. Хотя на обложке авторство приписывается Гилу Эвансу, на самом деле это аранжировка второй части «Бразильской Бахианы № 2» бразильского композитора Эйтора Вилла-Лобоса.

## Список композиций
| №  | Название                                                          | Автор(ы)         | Длительность |
| -- | ----------------------------------------------------------------- | ---------------- | ------------ |
| 1. | «Concierto de Aranjuez (Adagio)»                                  | Хоакин Родриго   | 16:19        |
| 2. | «Will o' the Wisp»                                                | Мануэль де Фалья | 3:47         |
| 3. | «The Pan Piper»                                                   | Гил Эванс        | 3:52         |
| 4. | «Saeta»                                                           | Гил Эванс        | 5:06         |
| 5. | «Solea»                                                           | Гил Эванс        | 12:15        |
| 6. | «Song of Our Country» (бонус)                                     | Гил Эванс        | 5:05         |
| 7. | «Concierto de Aranjuez (alternative take, part 1)» (бонус)        | Хоакин Родриго   | 12:04        |
| 8. | «Concierto de Aranjuez (alternative take, part 2 ending)» (бонус) | Хоакин Родриго   | 3:33         |

## Участники записи
В алфавитном порядке
- Danny Bank — бас-кларнет
- Bill Barber — туба
- John Barrows — валторна
- Albert Block — флейта
- James Buffington — валторна
- Eddie Caine — флейта, флюгельгорн
- Paul Chambers — контрабас
- Earl Chapin — валторна
- Jimmy Cobb — ударные
- Johnny Coles — труба
- Miles Davis — труба, флюгельгорн
- Gil Evans — аранжировщик, дирижёр
- Harold Feldman — кларнет, флейта, гобой
- Bernie Glow — труба
- Dick Hixon — тромбон
- Elvin Jones — перкуссия
- Taft Jordan — труба
- Jack Knitzer — фагот
- Jose Mangual — перкуссия
- Jimmy McAllister — туба
- Tony Miranda — валторна
- Louis Mucci — труба
- Romeo Penque — гобой
- Janet Putnam — арфа
- Frank Rehak — тромбон
- Ernie Royal — труба
- Joe Singer — валторна